# Guaycurú
Guaycurús (també guaicurús o guaykurús) són un conjunt de pobles indígenes d'origen pàmpid-patagó que habita a la regió del Gran Chaco, a l'Argentina, Bolívia, Paraguai i Brasil. D'aquesta família formen part els pobles mocoví, toba, pilagá i caduveu. En el passat també va incloure els ja extints abipons, mbayá i payaguàs.
El nom de guaycurú va tenir el seu origen en l'apel·latiu ofensiu donat pels guaranís a una part dels mbayá del Paraguai, que després es va ampliar a tot el conjunt, encara avui entre els parlants de guaraní la paraula guaykurú té un significat que es tradueix aproximadament per "bàrbar" o "salvatge". S'estimaven en 150.000 en arribar els castellans.
A l'arribada dels espanyols, els pobles guaycurús estaven concentrats a la regió a l'oest del riu Paraguai entre els rius Bermejo i Pilcomayo (actual província de Formosa) i en menor mesura en les àrees adjacents a aquests rius. En el seu moment de màxima extensió habitaven en els territoris entre Corumba al Mato Grosso del Sud (Brasil) al nord, passant pel Chaco Boreal, i fins a la ciutat de Santa Fe (Argentina) al sud, i des del riu Paraguai fins als contraforts andins del departament de Tarija a Bolívia, incloent les províncies argentines de Formosa, Chaco, part oriental de Salta, nord de Santiago del Estero i nord de Santa Fe. La incorporació del cavall va donar impuls a la seva expansió territorial.
A aquests pobles del Chaco Oriental, els espanyols els van donar el nom de frentons (frentones, en guaraní: toba) pel costum molt comú entre ells de rapar-se la part anterior del cap, donant la impressió d'un front més àmplia dels normal. Són alts i de forta constitució física, amb cames robustes i amples esquenes. Excel·lents caçadors i recol·lectors.
A mitjan segle xviii els jesuïtes van crear diverses missions per a ells, entre elles: San Javier, Concepción, San Fernando, San Ignasio de Ledesma, San Juan de Nepomuceno, Rosario de Timbó i San Pedro. Després de la dissolució d'aquesta ordre, la missió va ser continuada pels franciscans.
Malgrat l'origen insultant de la paraula guaycurú entre els guaranís, després els antropòlegs de principis de segle XX i sobretot els lingüistes han mantingut aquest terme per classificar els pàmpids del Chaco i septentrionals.
Les diferents llengües guaycurús parlades són molt afins entre si.
Mason en 1950 va realitzar la següent classificació dels guaycurú:
- Guaykurú
  - Septentrional
    - Mbayá-guaycurú

  - Occidental
    - caduveu (cadiguegodí o kadiwéu)
    - guetia-degodí (guetiadebo)

  - Oriental
    - apacachodegodeguí (mbayá mirim)
    - lichagotegodí (icachodeguo?)
    - eyibogodegí
    - gotoco-gegodegí (ocoteguebo?)

- - Payaguá (Llengua)
    - Nord
      - sarigué (cadigué)

    - Sud
      - magach (agacé)
      - siacuás
      - tacumbú

- Frentons
  - Central
    - Toba (Tocovit)
      - Toba/Qom
        - toba guazú (takshik)
        - komlék
        - toba michi (miri)
        - cocolote
        - lanyagachek
        - mogosma
        - chirokina
        - natica

      - Pilagá
      - Aguilot

- - Sud
    - Abipons (Callagá)
      - Mapenuss (ya[a]ukanigá)
      - Mepene
      - Gulgaissen (kilvasa)

    - Mocoví (mbocobí)

Els tobes es distribueixen al llarg dels rius Bermejo i Pilcomayo en l'Argentina, però també hi ha petits grups a Paraguai i Bolívia. Els mocovís i abipons se situen al nord de Santa Fe, nord-oest de Santiago del Estero i al Chaco. Els pilagues habiten el centre de Formosa.
Els abipones es van dividir en 3 grups: rikahé (gent de camp), nakaigeeterhé (gent del bosc) i jaaukanigá o yaaukanigá (gent de l'aigua).
Els toba (en la seva llengua: Kom o qom, correctament qo'm) es divideixen en: tobes-mini (petits tobes), al Chaco paraguaià; i tobes-guazú (grans tobes), a l'Argentina. Altres parcialitats tobes van ser els takshik, lañagashik i els shiuwik. Els cocolots i els aguilots esmentats per les cròniques espanyoles semblen haver estat divisions dels tobes.
Els anomenats en guaraní: mbayá i els payagues (payaguás) habiten en l'actual territori paraguaià. Es considera als actuals kadiweu o caduveo del Mato Grosso a Brasil com els descendents actuals dels mbayá.
L'obra més completa sobre la història política, ètnica i cultural dels pobles guaycurús es troba plasmada en els cinc toms de la  Historia Sagrada del Pueblo Qom en el País Chaqueño del professor argentí, nascut a la ciutat de Santa Fe, Flavio Dalostto, qui el 2010 va publicar els volums I i II de l'obra acompanyats per sengles mapes.